# Клеммташе

Клеммташе з одностороннім кріпленням

Клеммташе з двостороннім кріпленням

Клеммта́ше, також клемм-та́ше, або клеммта́ш (від нім. Klemme — затискач та Tasche — кишеня), — спеціально виготовлені подвійні стрічки, хоча б одна з яких прозора, що скріплені між собою. Клеммташі використовуються для зберігання або прикріплення до листів альбому поштових марок, блоків, повністок та цілісток.

## Історія
В 20—30-х роках XX ст. з’явилися різні види кишеньок, в яких марки прикріплювалися до листів. Це було наслідком підвищеної уваги до клею марок і намаганням зберегти їх «поштову свіжість». Поступово від різноманітних саморобних кишеньок перейшли до сучасних клеммташе.

## Опис
Верхня стрічка клеммташе виготовляється з прозорої плівки, нижня — з прозорої чи непрозорої тонованої плівки або чорного паперу. Ці стрічки можуть скріплюватися по одній стороні або з двох протилежних сторін. У випадку двостороннього кріплення нижня стрічка розрізається навпіл. Клеммташе обрізається по розміру марки утворюючи індивідуальну кишеню, в яку вкладається марка, яка міцно утримується стрічками. Для обрізання клеммташе використовують спеціальні різаки. На зворотну сторону плівки більшості сучасних клеммташе наносять спеціальний шар клею.
Сучасні клеммташе виготовляють зі 100% полістиролу без пом’якшуючих компонентів, кислот або стабілізаторів. Вони забезпечують максимальний захист філателістичного матеріалу від прилипання, знебарвлювання, пилу та вологи, надійно утримуючи марку.